# Johann Georg Hiedler
Johann Georg Hiedler (n. 28 februarie 1792, Spital⁠(d), Austria Inferioară, Austria – d. 9 februarie 1857, Spital⁠(d), Austria Inferioară, Austria) a fost bunicul patern al lui  Adolf Hitler.